# Dieter Behring
Dieter Behring (* 27. April 1955 in Solothurn; † 5. März 2019; heimatberechtigt in Trimbach) war  ein Schweizer Financier und Betrüger. Er rühmte sich, den «genetischen Code» des Börsenhandels geknackt zu haben, und verursachte einen der grössten Schweizer Finanzskandale. Seinen angeblichen «Hedgefonds», die in der Schweiz allerdings zu keinem Zeitpunkt zum Vertrieb zugelassen waren, flossen insgesamt Kundengelder in Höhe von 1,2 Milliarden Schweizer Franken zu. Nach einem langen Verfahren wurde Behring am 30. September 2016 durch das Bundesstrafgericht in Bellinzona wegen gewerbsmässigen Betrugs zu einer Haftstrafe von fünfeinhalb Jahren verurteilt. Seine Beschwerden gegen das Urteil wurden 2018 vom Bundesgericht verworfen, das Urteil ist rechtskräftig. Der durch ihn entstandene finanzielle Schaden wurde mit 800 Millionen Franken beziffert.

## Karriere

Petersgasse 34 in Basel („Schönkindhof“), Hauptsitz von Behrings Unternehmen, gleichzeitig sein Wohnsitz

### Der erste Versuch
Als Versicherungsagent sammelte er bereits zwischen 1986 und 1990 systematisch Spargelder ein und offerierte den Anlegern dafür hohe Zinsen. Er versprach, die Gelder bei der Versicherungsgesellschaft UAP anzulegen, behielt aber das Geld, um es den bisherigen Kunden als Zinsen auszubezahlen (Schneeballsystem). 1990 ging er mit dieser illegalen Praxis in Konkurs.
Tatbestandlich illegal war es deshalb, weil er sich mit der Entgegennahme von Kundengeldern und deren Verzinsung der Aufsicht der Eidgenössischen Bankenkommission hätte unterstellen müssen und eine Banklizenz benötigt hätte.

### Die Redsafe Bank
Der wirtschaftliche Zusammenbruch des Finanzkonstruktes mit Firmen in der Schweiz, Liechtenstein und auf den Bahamas begann im Juli 2004, als auch eineinhalb Jahre nach der Übernahme der Redsafe Bank durch Behring immer noch keine Bankenbewilligung durch die Eidgenössische Bankenkommission vorlag. Die Produkte der Redsafe Bank, die auch zu keinem Zeitpunkt Produkte von Behring vertrieb, konnten folglich auch nie angeboten werden.
Entsprechende Zeitungsberichte der Basler Zeitung, des Tages-Anzeigers und der SonntagsZeitung bezeichnete er als Schlammschlacht gegen seine Person und erhob Strafklagen gegen mehrere Journalisten im Zusammenhang mit der Berichterstattung um seine Person. Um das Thema zu versachlichen, kündigte er an, die Redsafe Bank an einen Investor zu verkaufen, was jedoch nicht gelang. Im August wurde bekannt, dass zwei Drittel der Gelder, rund eine Milliarde Franken, welche eigentlich in den angeblichen Hedgefonds hätten enthalten sein sollen, nicht (mehr) vorhanden waren. Weder die Bank noch Behring erklärten, ob dieser Schwund durch Rückzüge von Kunden oder durch Verluste entstanden war. Dadurch kamen erste Verdachtsmomente auf, dass die angeblich traumhaften Renditen lediglich auf einem Schneeballsystem basierten und nie tatsächlich erwirtschaftet wurden.
Verschiedene Verkaufspläne der Bank platzten:
- Verkauf an eine Londoner Briefkastenfirma mit einem Kapital von einem Pfund, hinter der eine inaktive kanadische Autohandelsfirma steckte.
- Verkauf an den deutschen Grossgrundbesitzer Karl August von Thurn und Taxis mit Partnern.

Am 19. September 2004 verfügte die Aufsichtsbehörde EBK die Liquidation der Redsafe Bank, welche am 21. September den Betrieb einstellte und ihr Gesuch für eine Lizenz als Bank und Effektenhändlerin zurückzog.
Am 19. Oktober 2004 wurde Behring wegen Verdacht auf Betrug in der Höhe von mehreren Hundert Millionen Franken verhaftet. Eine eigens dafür eingerichtete Hotline der Bundeskriminalpolizei verzeichnete bereits am ersten Tag ihrer Einrichtung rund 35 Anrufe.
Am 12. November 2004 zog Behring seine Strafanzeigen gegen die Journalisten wieder zurück.

### Nebenschauplätze
Zusammen mit Behring waren die Basler Grossrätin und Ständerätin Anita Fetz und der Solothurner Regierungsrat Roberto Zanetti im Stiftungsrat von Pro Facile tätig. Dabei wurden Gelder in einen Hedgefonds investiert, welche allerdings nicht verloren gingen: Die Stiftung konnte die Rückführung der Gelder im August 2004 bestätigen. Bei den darauf folgenden Wahlen mussten beide um ihre Wiederwahl bangen – unter anderem darum, weil Behring beide während vergangener Wahlkämpfe finanziell unterstützt hatte. Während Fetz als Ständerätin bestätigt wurde, schaffte Zanetti die Wiederwahl nicht mehr. Er wurde jedoch 2010 als Ständerat gewählt.

### Stand der Ermittlungen
Die Bundesanwaltschaft ermittelte wegen Anlagebetruges, Veruntreuung und Geldwäscherei gegen ihn. Behring sass bis am 25. April 2005 in Untersuchungshaft. Er wurde gegen eine Kaution von einer Million Franken, die von einer XXX Ltd. geleistet wurde, auf freien Fuss gesetzt. Behring musste seinen Reisepass hinterlegen und sich regelmässig bei der Polizei melden. Im Sommer 2006 zog er ins Fricktal um. 
Er und ein anderer Verdächtigter sassen seit 6. März 2007 vorübergehend erneut in Untersuchungshaft, wurden aber nach zwei Wochen wieder aus der Haft entlassen.
Laut der am 21. Februar 2008 veröffentlichten Orientierung der Bundesanwaltschaft zuhanden der Geschädigten und der Öffentlichkeit über das Ermittlungsverfahren gegen Behring und Mitbeschuldigte bestehe der Verdacht, dass die illegal entgegengenommenen Publikumsgelder nie wirklich angelegt, sondern gezielt für die Verwendung in einem Umlageverfahren gesammelt, verschoben und schliesslich unrechtmässig und zur Aufrechterhaltung des mutmasslich betrügerischen Systems verwendet wurden. Damit konkretisiere sich der Verdacht, dass es sich hierbei um ein illegales Schneeballsystem gehandelt habe. Das Ermittlungsverfahren richtete sich im Februar 2008 gegen insgesamt zwölf Personen. Bis zu diesem Zeitpunkt hatten geprellte Anleger einen Schaden von mindestens 220 Millionen Franken geltend gemacht. Zum Zeitpunkt seines Todes im Jahr 2019 belief sich die Schadenssumme auf 500 bis 800 Millionen Schweizer Franken.

### Neue, Ende April 2008 aufgeschaltete Website
Verschiedene Schweizer Medien berichteten Ende April 2008, aufgrund eines in der Basler Zeitung erschienenen Artikels, über eine neue von  Behring betriebene und am 27. April 2008 erstmals aufgeschaltete Website. In dieser pries Behring eine neue Aktienstrategie an und empfahl sich für die Verwaltung von Geldern, die er von Privaten, Firmen und Fondsgesellschaften ab einer Million Franken entgegennehmen würde. Die Eidgenössische Bankenkommission stellte die entsprechende Website unter Beobachtung. Daneben bot Behring über seine Website einen Gedichtband für 980 Franken sowie Selbstporträt-Bilder für bis zu 8050 Franken zum Kauf an.

### Anklageerhebung, Prozess und Urteil
Rund 11 Jahre nach Eröffnung des Strafverfahrens erhob die Bundesanwaltschaft im Oktober 2015 Anklage gegen Behring. Die Hauptverhandlung vor dem Bundesstrafgericht begann am 30. Mai 2016. Am 30. September 2016 wurde Behring wegen gewerbsmässigen Betrugs zu einer Freiheitsstrafe von fünfeinhalb Jahren verurteilt. Seine Beschwerden gegen das Urteil wurden 2018 vom Bundesgericht verworfen. Das Urteil ist rechtskräftig.
Im Januar 2019 wurde bekannt, dass Behring schwer erkrankt hospitalisiert wurde. Ein Antrag auf Verschiebung des Haftantritts für den 28. Januar 2019 wurde eingereicht. Er starb, ohne die Haft anzutreten.

## Privates
Behring war verheiratet und wohnte im aargauischen Gipf-Oberfrick.